# Cleora olivomaculata
Cleora olivomaculata är en fjärilsart som beskrevs av Fletcher 1953. Cleora olivomaculata ingår i släktet Cleora och familjen mätare. Inga underarter finns listade i Catalogue of Life.